# Śród Mormonów
Śród Mormonów lub Odwaga kapitana Pluma (ang. The Courage of Captain Plum) – powieść autorstwa Jamesa Olivera Curwooda. 
Pierwsza powieść Jamesa Olivera Curwooda, opublikowana w 1908. Akcja toczy się w 1856 i jest oparta na faktycznych wydarzeniach, jakie miały miejsce wówczas na Beaver Island zasiedloną przez mormonów.

## Fabuła
Kapitan Nathaniel Plum, dowódca szkunera Typhoon, przybywa na Beaver Island, gdzie rządy sprawuje charyzmatyczny przywódca mormonów, James Jesse Strang (postać historyczna). Jego misja, początkowo wydająca się jedynie przygodą, szybko przeradza się w niebezpieczną grę o życie. Plum spotyka tajemniczego starca, Obadiaha Price’a, który wciąga go w spisek przeciwko Strangowi. Kapitan nie tylko staje się świadkiem mormońskich intryg, ale też poznaje dwie kobiety – Marion i Neil, których losy są nierozerwalnie związane z tyranią religijnego przywódcy.
Wkrótce Plum odkrywa, że Strang prowadzi bezwzględną politykę wobec swoich poddanych, zmuszając kobiety do małżeństw i brutalnie rozprawiając się z przeciwnikami. Pod wpływem własnego sumienia i rodzącego się uczucia, Plum postanawia działać. Z pomocą lojalnych towarzyszy oraz ludzi spragnionych wolności, przygotowuje plan obalenia Stranga. Jego odwaga zostaje wystawiona na próbę w serii dramatycznych wydarzeń, gdzie zdrada i lojalność przeplatają się w nieustannej walce o przetrwanie.

## Polskie wydania i tłumaczenia:
- Śród mormonów, tłum. Jerzy Marlicz, Warszawa 1929[1], tłumaczenie przypuszczalnie skrócone[2]
- Odwaga kapitana Pluma, tłum. Witlod Nieznalski, Warszawa 2025, Wydawnictwo CM[3]